# Aufbau-Verlag
Aufbau-Verlag, resa graficamente anche come Aufbau Verlag, è una casa editrice tedesca.
Fondata nel 1945 a Berlino come emanazione diretta della Kulturbund, in breve tempo si impose come la principale e più prestigiosa casa editrice della Germania dell'Est. Inizialmente focalizzata sul recupero della tradizione letteraria tedesca che era stata censurata e cancellata dal Nazismo, progressivamente si è concentrata sulla scoperta e promozione di talenti contemporanei come Christoph Hein e Christa Wolf.
Dopo la caduta del muro di Berlino la società è stata privatizzata e ha continuato ad essere una casa editrice di primo piano anche nella Germania unificata.